# Versilia (banda)
Versilia es un grupo de música pop-rock de Madrid, compuesto por Rocío Medina (voz) y Javier González (bajo).

## Historia

### 2005-2010: Inicios
El grupo comienza su andadura musical en 2005 bajo el nombre de Calles de Madrid. Por afinidad fonética con otra formación que tiene un nombre parecido no pueden registrar ese nombre en la oficina de patentes, por lo que a mediados de 2010 deciden cambiar el nombre del grupo, pasando a llamarse definitivamente como Versilia.
El nombre de Versilia viene de una región del norte de la Toscana, está inspirado por un restaurante italiano de la ciudad de Weimar, en Alemania. Además de ese significado, Versilia es también una variedad de rosa de color durazno. Rocío Medina, la fundadora y compositora de la mayoría de las canciones, formó el grupo influenciada por la canción Calles de Madrid del cantautor madrileño Quique González. Es en esa etapa inicial cuando conoce a Jorge Navarro y a Javier González quienes se incorporarían a su proyecto musical tocando la guitarra y el bajo respectivamente. Juntos, con otros dos chicos a los mandos de la batería y el teclado, estuvieron tocando durante algún tiempo por el circuito de música madrileño. Un par de años después, el grupo se separó por motivos de trabajo, ya que no era posible compatibilizar los proyectos personales de cada uno con el tiempo necesario para los ensayos. No obstante, la formación siguió permaneciendo siempre activa tocando en formato acústico.

### 2010-2013: Mecánica Celeste
En 2010, Rocío, Javi y Jorge deciden dedicar de nuevo más tiempo a su sueño musical y coinciden en que es el momento de editar su primer álbum. Tras la búsqueda de un productor con el que trabajar encuentran a Iker Arranz, del que ya tenían referencias de otros trabajos suyos anteriores con bandas muy conocidas como Celtas Cortos o Tahúres Zurdos. Durante todo el 2011 se encierran en su estudio de grabación, lugar donde graban su primer trabajo, un disco de doce canciones que editan bajo el nombre de “Mecánica Celeste”.
El nombre del primer trabajo del grupo refleja la fascinación que sienten todos los componentes por las ciencias de la tierra y el espacio. Su origen deriva de la expresión oral “Mecánica Celeste”, que se usa para describir a alguien que vive en una nube. El disco sale a la luz el 4 de septiembre de 2012 editado por el sello discográfico Océano Music. Fue presentado en un concierto acústico en el FNAC Plaza Norte (Madrid) el día 11 de septiembre y en la sala de conciertos de los 40 Principales (40 Café) de Madrid el 13 de septiembre de 2012. La presentación oficial del disco fue realizada por la locutora de radio Ada Oliver. La portada y el diseño gráfico del interior han sido elaborados en su totalidad por el músico e ilustrador zaragozano David Angulo (Estrella de Mar, Amaral), quien da colorido y forma al contenido del CD con unas ilustraciones de los componentes de la banda, los cuales van jugando e interactuando con sus acciones y las letras de las canciones que llevan al lado. El primer single extraído del disco fue “La Calle de los Barros”, una canción que recoge en apenas tres minutos de duración toda la esencia del grupo: Letras de canciones cargadas de expresividad, cuidados arreglos sonoros y un estribillo fuerte y pegadizo que da título a la canción. El tema fue publicado en formato digital el 29 de mayo de 2012, entrando directamente el día de su salida, en el Top 51 de las listas de ventas en Itunes. La canción da la base también al primer videoclip del grupo, que fue rodado en diversas localizaciones de Madrid y en la ribera del embalse de Valmayor durante noviembre de 2011. Está grabado y editado por la productora de vídeo Medya Audiovisual.
"Mecánica Celeste" cuenta además con la colaboración de la cantante malagueña María Villalón, con quien Versilia ha grabado una de las canciones incluidas en el CD, la versión de la canción “La Calle de los Barros”, el primer sencillo extraído del álbum, cantada a dúo con dos voces femeninas. Esta canción se incluye como Bonus Track al final del álbum.

### 2014-2020: Luces
En enero de 2014 Versilia publica su nuevo sencillo “Lágrimas de Cristal”. La canción forma parte de la banda sonora de la película del mismo nombre, dirigida por José Luis Martín y cuyo estreno está previsto para principio de 2015. La canción entra directamente al puesto 45 de la lista de Promusicae en su primera semana a la venta. Lágrimas de Cristal es una balada en medio tiempo que supone el adelanto de su próximo trabajo discográfico. El videoclip cuenta con la interpretación de la actriz Sara Linaje. Ha sido dirigido y producido por Federico Pascual, realizador de vídeos para artistas internacionales como Oasis, La Oreja de Van Gogh o Bruce Springsteen. La producción cuenta además, con la ayuda y colaboración del fotógrafo Ricardo Rubio.
Tras “Mecánica Celeste” Versilia edita "Luces", su segundo trabajo discográfico. El LP sale editado el 23 de octubre de 2015 y se presenta cuatro días más tarde en el fórum FNAC de Callao (Madrid). El segundo sencillo de “Luces” es “Ángel”. Para el videoclip, realizado de nuevo por Federico Pascual, la banda decide contar con algunos de sus seguidores convocados por redes sociales. Las imágenes son grabadas en el teatro Azarte de Madrid e interpretadas por la bailarina Ana del Rey Guerra. El nuevo disco cuenta además con la colaboración del músico Álex Riquelme y de la cantante Rocío Pavón (ex componente del grupo EBS).
El tercer single de "Luces" es "Divergentes". El videoclip que cuenta una vez más con la realización de Federico Pascual, se ha grabado en ONE Studio (Madrid). El cuarto sencillo de este disco es "Nunca más volveremos a París".
En 2020, en plena pandemia y el correspondiente confinamiento Versilia junto a Lara Morello publicó "Héroes". Una canción dedicada a todas las personas que han estado ahí en esos malos momentos. Sencillo que siete meses más tarde complementaría "El mundo en mi salón"  también compuesta en estos momentos complicados.  

### 2021-presente: La Lluvia sobre el Mar
En 2022, comienza una nueva etapa para la banda con la publicación del primer single del tercer disco "La Lluvia sobre el Mar". El sencillo tiene una excelente acogida posicionándose en el TOP 18 de las listas oficiales de iTunes. El segundo adelanto de este nuevo trabajo es "Golpe de Efecto".

## Discografía

### Álbumes de estudio
- Mecánica Celeste (2012) Océano Music
- Luces (2015) Océano Music

### Singles
- La Calle de los Barros (2012) Océano Music
- No Quiero (2013) Océano Music
- Lágrimas de Cristal (2014) Océano Music
- Cenicienta (2014) Océano Music
- Dime de Qué (2015) Océano Music
- Ángel (2015) Océano Music
- Divergentes (2016) Océano Music
- Nunca más volveremos a París (2017) Océano Music
- Héroes (2020) Morello's Sound
- El mundo en mi salón (2020) Morello's Sound
- La lluvia sobre el mar (2022) Beatclap
- Golpe de Efecto (2022) Beatclap

## Miembros
Formación original:
- Rocío Medina: Voz y armónica
- Javier González: Bajo

Antiguos miembros:
- Jorge Navarro: Guitarra

Colaboraciones en directo:
- Alex Riquelme: Batería
- Luis Morate: Guitarra
- Miguel Ángel Navarro: Teclados y coros
- Manu Míguez: Violín
- Álvaro Funes: Flauta
- Fernando Sanfeliz: Percusión